# بريزو دي بيدرو
بريزو دي بيدرو هي كومونا (بلدية) تقع في مقاطعة فريزة ، لومباردي ، إيطاليا ، على بعد حوالي 70 كم (43 مليون) شمال غرب ميلانو و 20 كم (12 ميل) شمال غرب فريزة
تحد بريزو دي بيديرو البلديات التالية: بريساغو فالترافالفاجليا، كانيرو ريفييرا، جيرمينياغا، أوجيبيو، بورتو فالترافاليا.